# Chatjatur Abovjanparken
Chatjatur Abovjanparken (armeniska: Խաչատուր Աբովյանի Պուրակ, Khachatur Abovyani Purak) är en allmän park i Jerevan i Armenien. Den ligger norr om Abovjangatan i distriktet Kentron. Den invigdes 1950.
Parken har sitt namn efter 1800-talsförfattaren Chatjatur Abovjan.
I parken finns en staty av Chatjatur Abovjan. 